# Штрюмпель, Адольф фон
Адольф фон Штрю́мпель (нем. Ernst Adolf Gustav Gottfried von Strümpell; 20 июня 1853, Ной-Ауц, Туккумский уезд, Курляндская губерния — 10 января 1925, Лейпциг) — немецкий невролог.

## Биография
Родился в пасторате Ной-Ауц Курляндской губернии (ныне посёлок Яунауце). Детство провёл в Дерпте, где его отец Людвиг Штрюмпель, профессор философии, преподавал в Дерптском университете. Вначале Штрюмпель изучал философию в Праге, однако в 1870 году начал изучать медицину. В 1872 году переехал в Лейпциг, где его отец получил кафедру. Его учителями были Карл Вундерлих, Карл Тирш, Карл Людвиг.
После получения медицинского образования в 1875 году вначале работал под руководством Вундерлиха в Лейпциге, а затем Эрнст Вагнер. В 1878 году стал доцентом, а в 1883 году профессором, сменив уехавшего Вильгельма Эрба. В 1886 году покинул Лейпциг и стал директором медицинской клиники в Эрлангене, с 1903 по 1909 годы заведовал кафедрой университета в Бреслау. В 1910 году вернулся в Лейпциг, где в 1915—1916 годах был ректором Лейпцигского университета.
Был одним из немецких врачей, которых пригласили для лечения Ленина в марте 1923 года.

## Научная деятельность
Известен как невропатолог. Внёс существенный вклад в развитие неврологии. Его именем названы:
- Спастическая спинальная параплегия Штрюмпеля
- Болезнь Мари-Штрюмпеля — анкилозирующий спондилит. Известна в странах Варшавского договора как болезнь Бехтерева[9]
- Рефлекс Штрюмпеля — патологический рефлекс проявляющийся в разгибании I пальца стопы при противодействии врача (путём надавливания на надколенник) сознательной попытке больного согнуть ногу в коленном и тазобедренном суставах. Назван в честь немецкого невролога Адольфа фон Штрюмпеля, описавшего данный рефлекс в 1899 году[10]